# ミルクムナリ
「ミルクムナリ」は、沖縄県竹富島出身のプログレッシブ・ロック・ミュージシャンである日出克が制作、1993年にインディーズで発表した楽曲である。CMに使用され、1994年、BMGビクターから全国発売されている。

## 概要
曲のタイトルは日出克による造語であり、自然の神様である「弥勒」の沖縄における発音「ミルク」と、インドネシア語の「踊る」を意味するムナリ（menari）を組み合わせたもの。農作物の豊作について感謝し、人々が歌い舞い踊る様子を歌い上げている。創作エイサーの曲の一つであり、沖縄県民に広く親しまれている。歌詞は、八重山方言で歌われている。八重山方言と沖縄本島の方言は大きく異なる。